# Fiction psychologique
 (mars 2024).
La mise en forme du texte ne suit pas les recommandations de Wikipédia : il faut le « wikifier ».
Les points d'amélioration suivants sont les cas les plus fréquents :
- Les titres sont pré-formatés par le logiciel. Ils ne sont ni en capitales, ni en gras.
- Le texte ne doit pas être écrit en capitales (les noms de famille non plus), ni en gras, ni en italique, ni en « petit »…
- Le gras n'est utilisé que pour surligner le titre de l'article dans l'introduction, une seule fois.
- L'italique est rarement utilisé : mots en langue étrangère, titres d'œuvres, noms de bateaux, etc.
- Les citations ne sont pas en italique mais en corps de texte normal. Elles sont entourées par des guillemets français : « et ».
- Les listes à puces sont à éviter, des paragraphes rédigés étant largement préférés. Les tableaux sont à réserver à la présentation de données structurées (résultats, etc.).
- Les appels de note de bas de page (petits chiffres en exposant, introduits par l'outil «  Source ») sont à placer entre la fin de phrase et le point final[comme ça].
- Les liens internes (vers d'autres articles de Wikipédia) sont à choisir avec parcimonie. Créez des liens vers des articles approfondissant le sujet. Les termes génériques sans rapport avec le sujet sont à éviter, ainsi que les répétitions de liens vers un même terme.
- Les liens externes sont à placer uniquement dans une section « Liens externes », à la fin de l'article. Ces liens sont à choisir avec parcimonie suivant les règles définies. Si un lien sert de source à l'article, son insertion dans le texte est à faire par les notes de bas de page.
- La présentation des références doit suivre les conventions bibliographiques. Il est recommandé d'utiliser les modèles {{Ouvrage}}, {{Chapitre}}, {{Article}}, {{Lien web}} et/ou {{Bibliographie}}. Le mode d'édition visuel peut mettre en forme automatiquement les références.
- Insérer une infobox (cadre d'informations à droite) n'est pas obligatoire pour parachever la mise en page.

Pour une aide détaillée, merci de consulter Aide:Wikification.
Si vous pensez que ces points ont été résolus, vous pouvez retirer ce bandeau et améliorer la mise en forme d'un autre article.
 (mars 2024).
En littérature, la fiction psychologique (également appelée réalisme psychologique) est un genre narratif qui met l'accent sur la caractérisation intérieure et la motivation pour explorer la vie spirituelle, émotionnelle et mentale de ses personnages. Le mode de narration examine les raisons des comportements du personnage, qui propulsent l'intrigue et expliquent l'histoire. Le réalisme psychologique est obtenu grâce à des explorations et des explications approfondies des états mentaux de la personne intérieure du personnage, généralement à travers des modes narratifs tels que le flux de conscience et les flashbacks.

## Premiers exemplaires
Le roman psychologique a un riche passé dans les œuvres des XVIIe et XVIIIe siècles de Mme de Lafayette , de l' abbé Prévost , de Samuel Richardson , de Jean-Jacques Rousseau et de bien d'autres, mais il continue d'être désinventé par les idéologues et réinventé par leurs adversaires parce que les subtilités de la psychologie défient la plupart des idéologies.
Le Dit du Genji de Lady Murasaki , écrit au Japon du XIe siècle, était considéré par Jorge Luis Borges comme un roman psychologique. Les théoriciens français Gilles Deleuze et Félix Guattari , dans Mille plateaux , ont évalué Lancelot, le chevalier de la charrette et Perceval, l'histoire du Graal del'auteur arthurien du XIIe siècle Chrétien de Troyes comme premiers exemples du style du roman psychologique.
Le Rouge et le Noir de Stendhal et La Princesse de Clèves de Madame de La Fayette sont considérés comme les premiers précurseurs du roman psychologique. Selon l'Encyclopédie du roman , le roman psychologique moderne trouve son origine principalement dans les œuvres du lauréat du prix Nobel Knut Hamsun – en particulier Hunger (1890), Mysteries (1892), Pan (1894) et Victoria (1898).

## Exemples notables
L'un des plus grands écrivains du genre était Fiodor Dostoïevski. Ses romans traitent fortement d'idées et de personnages qui incarnent ces idées, de la façon dont ils se manifestent dans des circonstances réelles et de leur valeur, notamment Les Frères Karamazov et Crime and Punishment .
Dans la littérature américaine, Henry James , Patrick McGrath , Arthur Miller et Edith Wharton sont considérés comme des « contributeurs majeurs à la pratique du réalisme psychologique ».

## Sous-genres

### Thriller psychologique
Un sous-genre des genres du thriller et du roman psychologique, mettant l'accent sur l'esprit intérieur et la mentalité des personnages dans une œuvre de création. En raison de sa complexité, le genre chevauche et/ou incorpore souvent des éléments de mystère, de drame, d'action, de slasher et d'horreur – souvent d'horreur psychologique. Il présente des similitudes avec les genres gothiques et policiers. Un des exemples notables est Taxi Driver (1976).

### Horreur psychologique
Un sous-genre des genres d'horreur et de roman psychologique qui s'appuie sur les états psychologiques, émotionnels et mentaux des personnages pour générer l'horreur. Parfois, il recoupe le sous-genre du thriller psychologique pour rehausser l’histoire avec suspense. Rosemary's Baby (1969) est l'un des plus célèbres exemples de ce sous-genre.

### Drame psychologique
Un sous-genre de films dramatiques comportant des éléments psychologiques, qui se concentre sur le développement émotionnel, mental et psychologique des personnages d'une œuvre dramatique. Belle De Jour (1967), Vol Au-Dessus D'Un Nid De Coucou (1975) et Requiem For A Dream (2000), tous trois basés sur des romans, sont des exemples notables de ce sous-genre. Persona (1966), Cría Cuervos (1976), et The Wrestler (2008) sont des films dramatiques psychologiques originaux.

### Science-fiction psychologique
La science-fiction psychologique fait référence aux œuvres qui se concentrent sur la lutte intérieure du personnage face aux forces politiques ou technologiques. Orange Mécanique (1971) est un exemple notable de ce genre.

### Comédie psychologique
La comédie psychologique suit le même schéma que le drame psychologique, mais à travers un parti pris comique (souvent un humour sombre, absurde ou surréaliste), où le ou les personnages utilisent la blague comme mécanisme de coopération, de défense ou de transparence émotionnelle afin d'exposer de manière hilarante ses préoccupations psychiques. Les Petites Marguerites (1966) est un exemple de ce genre.

### Mystère psychologique
Le mystère psychologique est souvent mélangé et confondu avec le suspense psychologique, mais il devient différent lorsqu'au lieu de souligner la détérioration de l'esprit d'un personnage dans une histoire créative pleine de tension, le mystère psychologique crée un air de paranoïa dont les doutes, les ambiguïtés et les incertitudes pénètrent progressivement dans la conscience de quelqu'un. de manière positive et/ou négative. L'un des plus exemplaires de ce sous-genre est Blow-Up (1966).

### Romance psychologique
Suivant également la même mosaïque de drame psychologique et de comédie psychologique, le roman psychologique utilise le sentiment d'amour, d'affection et d'affection pour analyser les effets physiques, émotionnels et même spirituels qu'il peut provoquer, à la fois de manière toxique et destructrice et de manière passionnée et intensément émotionnelle. Breaking The Waves (1996) est un exemple notable de ce genre.